# Zita Szucsánszki
Zita Szucsánszki (* 22. Mai 1987 in Budapest, Ungarn) ist eine ungarische Handballspielerin. Im Jahr 2011 wurde sie in Ungarn zur Handballspielerin des Jahres gewählt.

## Karriere
Szucsánszki spielte anfangs bei FSZSE und ab dem Jahr 1998 bei Postás SE. Im Jahr 2002 schloss sie sich dem Budapester Verein BP Kőbánya Spartacus an. In der Saison 2003/04 wurde die Rückraumspielerin erstmals in der Nemzeti Bajnokság I, der höchsten ungarischen Spielklasse, eingesetzt. Im Sommer 2005 wechselte die Rechtshänderin zu Ferencváros Budapest. Mit Ferencváros gewann sie 2007 und 2015 die ungarische Meisterschaft, 2017 den ungarischen Pokal, 2006 den EHF-Pokal, sowie 2011 und 2012 den Europapokal der Pokalsieger. Ab dem Mai 2018 pausierte sie schwangerschaftsbedingt. Nach der Geburt ihres Kindes stieg sie im Oktober 2019 wieder ins Training von FTC ein. 2021 gewann sie mit Ferencváros einen weiteren Meistertitel sowie 2022 und 2023 zwei weitere nationale Pokal. Nach dem Finale der EHF Champions League 2022/23, in dem Ferencváros gegen die norwegische Mannschaft Vipers Kristiansand unterlag, beendete sie ihre Karriere. Ihr zu Ehren wird ihre ehemalige Trikotnummer 8 bei Ferencváros Budapest nicht mehr vergeben.
Szucsánszki übernahm im Sommer 2023 den Posten als Fitnesstrainerin beim ungarischen Zweitligisten Esztergomi KS. Entgegen ihrer Ankündigung setzte sie bei Esztergomi KS ihre Karriere fort.
Zita Szucsánszki bestritt 147 Länderspiele für die ungarische Frauen-Handballnationalmannschaft, in denen sie 420 Treffer erzielte. Mit der ungarischen Auswahl nahm sie an der WM 2009 und an der EM 2010 teil. Mit der ungarischen Auswahl nahm sie an den Olympischen Spielen in Tokio teil.

## Privates
Szucsánszki ist mit dem ungarischen Handballtrainer Gábor Elek verheiratet.